# Julia Caesaris (femme de Marius)
Pour les articles homonymes, voir Julia et Iulius Caesar.
Julia Caesaris (v. 130 av. J.-C. - 69 av. J.-C.) est la fille de Caius Julius Caesar II — le grand-père du dictateur Caius Julius Caesar IV, dit Jules César ; Julia est donc la tante de ce dernier — et de Marcia, fille de Quintus Marcius Rex, préteur. Elle est la sœur de Caius Julius Caesar III, père de Jules César, et de Sextus Julius Caesar III, consul en 91 av. J.-C.

## Biographie
Vers 112 ou 110 av. J.-C. elle épouse le consul Caius Marius et lui donne un fils Caius Marius, consul en 82 av. J.-C. Selon Plutarque, elle est la cause de l'ambition de Marius et de son ascension politique : patricienne, alors qu'il n'était lui-même que plébéien, elle l'aurait ainsi incité à développer sa carrière et à viser les honneurs les plus élevés afin de donner du prestige à son nom. Toujours selon Plutarque, Julia Caesaris était une femme vertueuse, dévouée à sa famille, tant et si bien que sa réputation et sa dignité canonique lui permirent d'échapper aux proscriptions mises en place par Sylla contre Marius, son mari, et ses alliés. Elle meurt en 69 av. J.-C. ; son éloge funèbre est prononcé par Jules César en personne.